# 戰備跑道

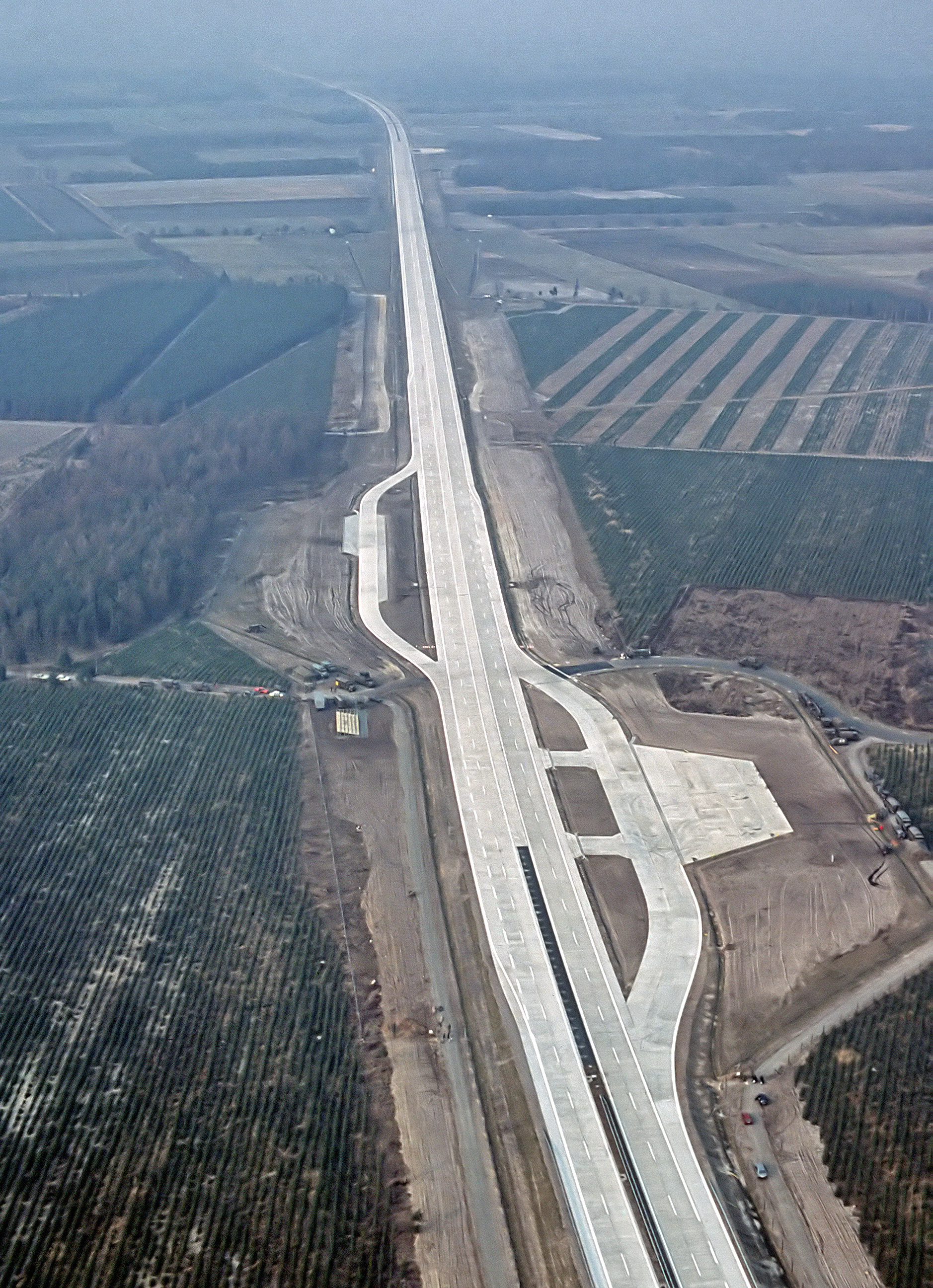
在德國大克內滕附近鳥瞰A29號高速公路的戰備跑道。

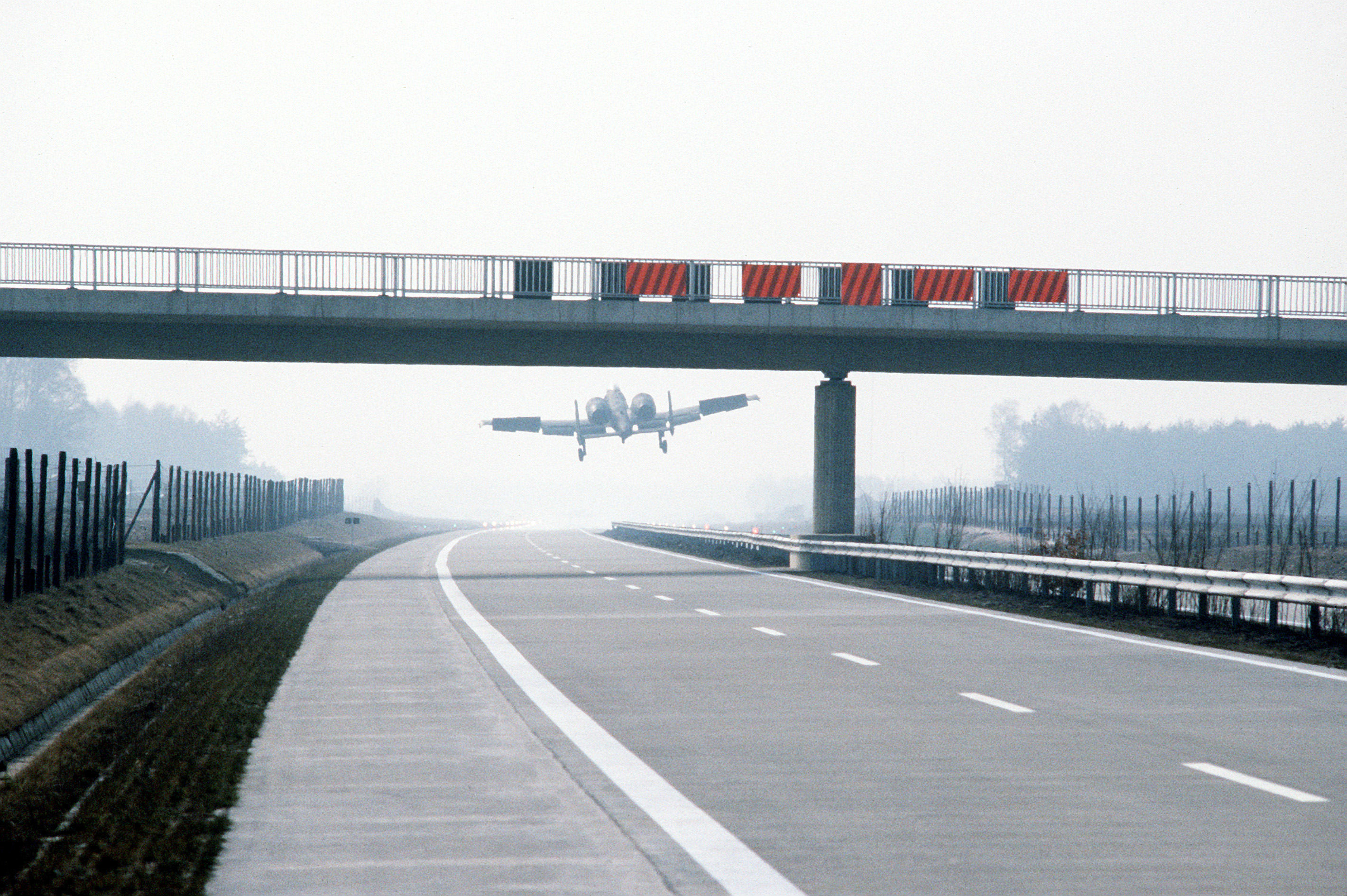
一架隸屬於美國空軍的A-10雷霆二式攻擊機參與北大西洋公約組織「公路84」（Highway 84）軍事演習期間降落在西德A29號高速公路，攝於1984年。

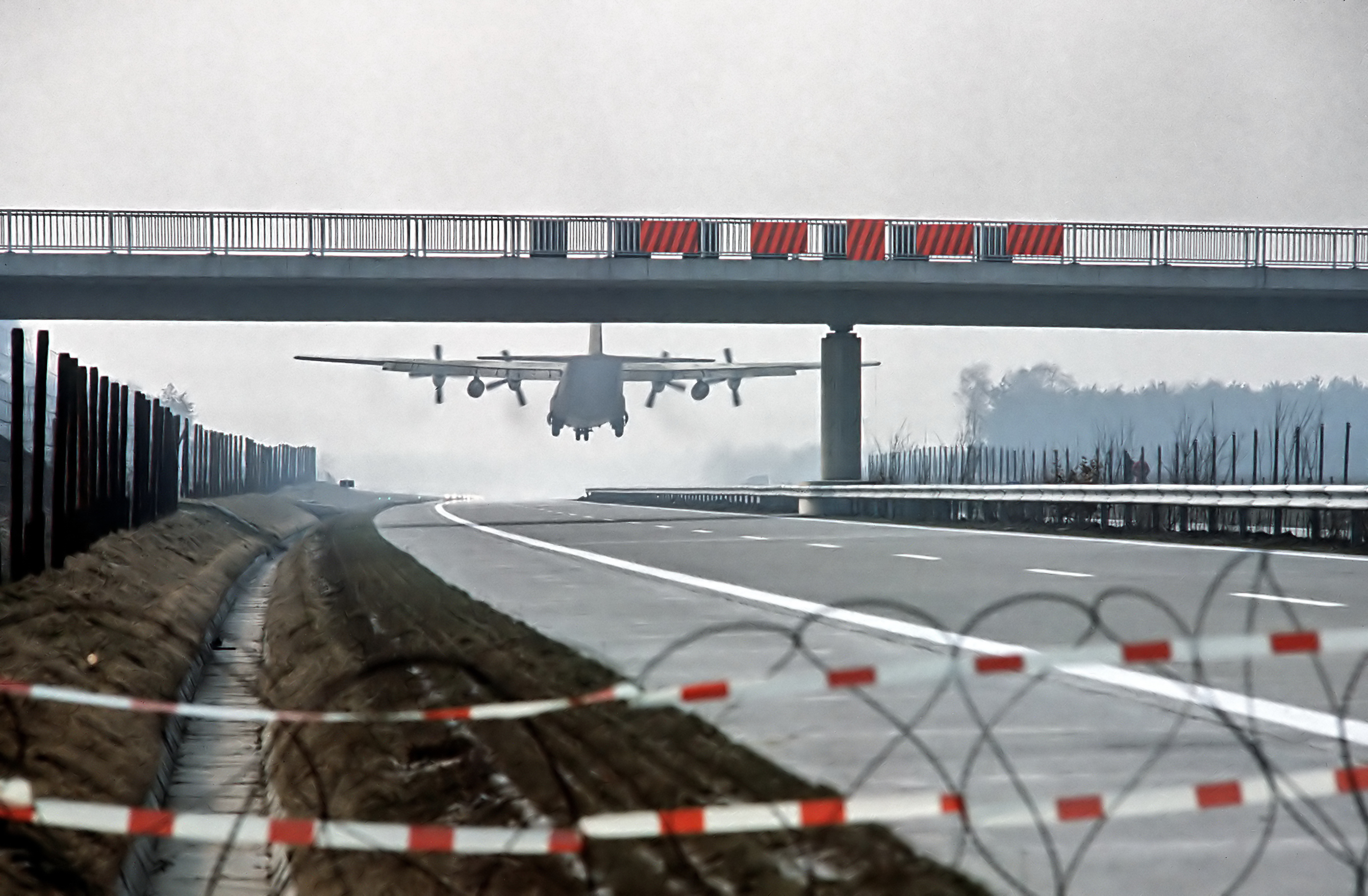
一架隸屬於德國空軍的C-130運輸機參與北大西洋公約組織「公路84」（Highway 84）軍事演習期間降落在西德A29號高速公路，攝於1984年。

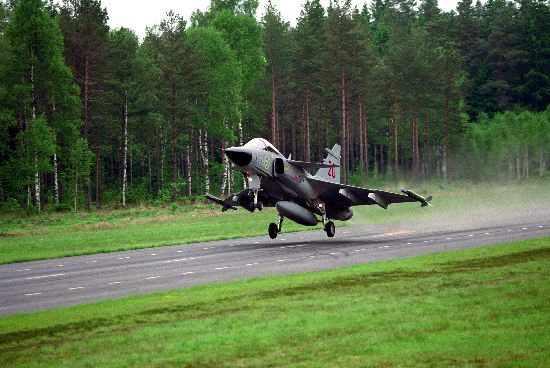
一架隸屬於瑞典空軍的JAS 39獅鷲戰鬥機從公共道路上的一條短跑道起飛，攝於2010年。

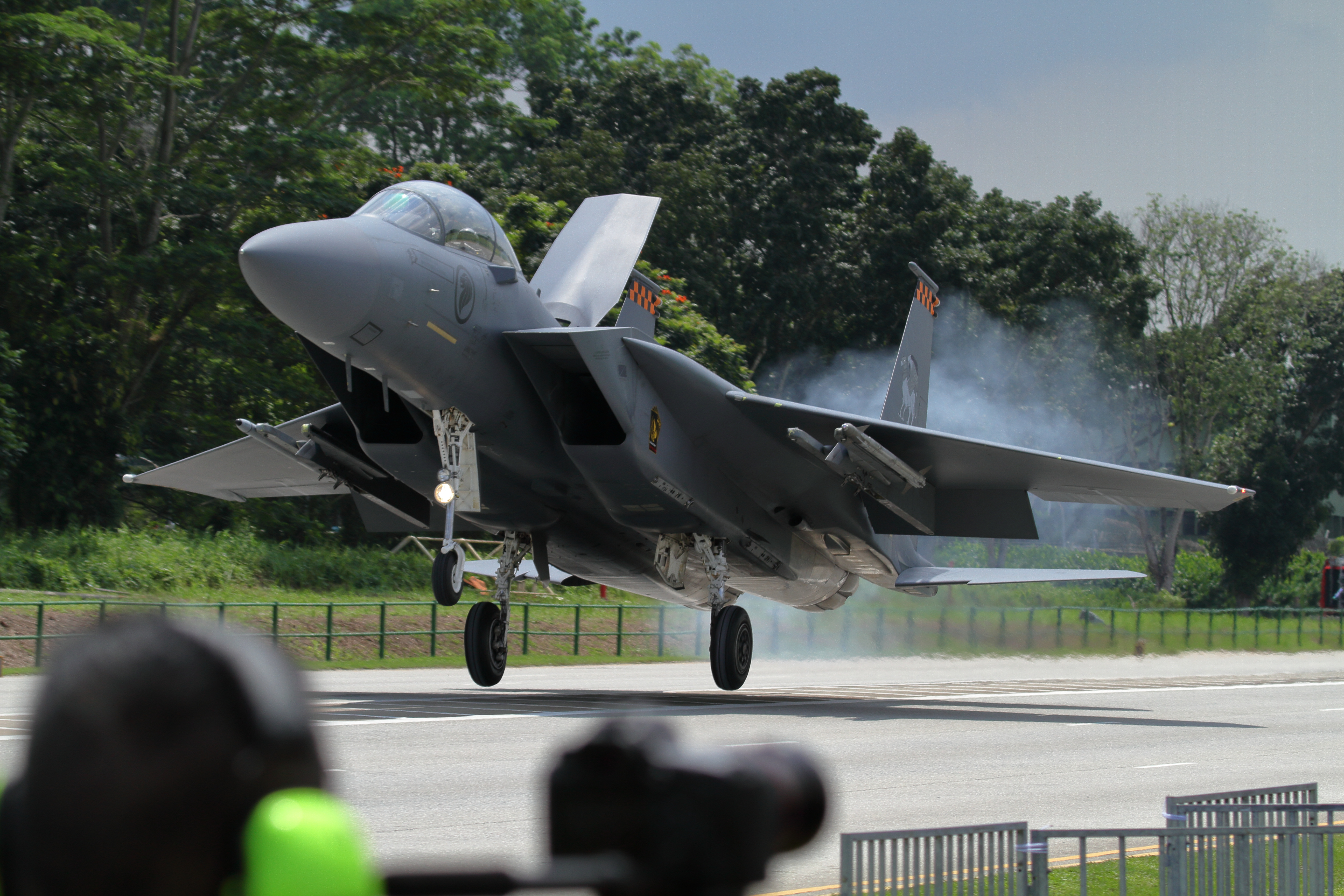
一架隸屬於新加坡共和國空軍的F-15SG打擊鷹式戰鬥轟炸機降落於一條公共道路上，攝於2016年。

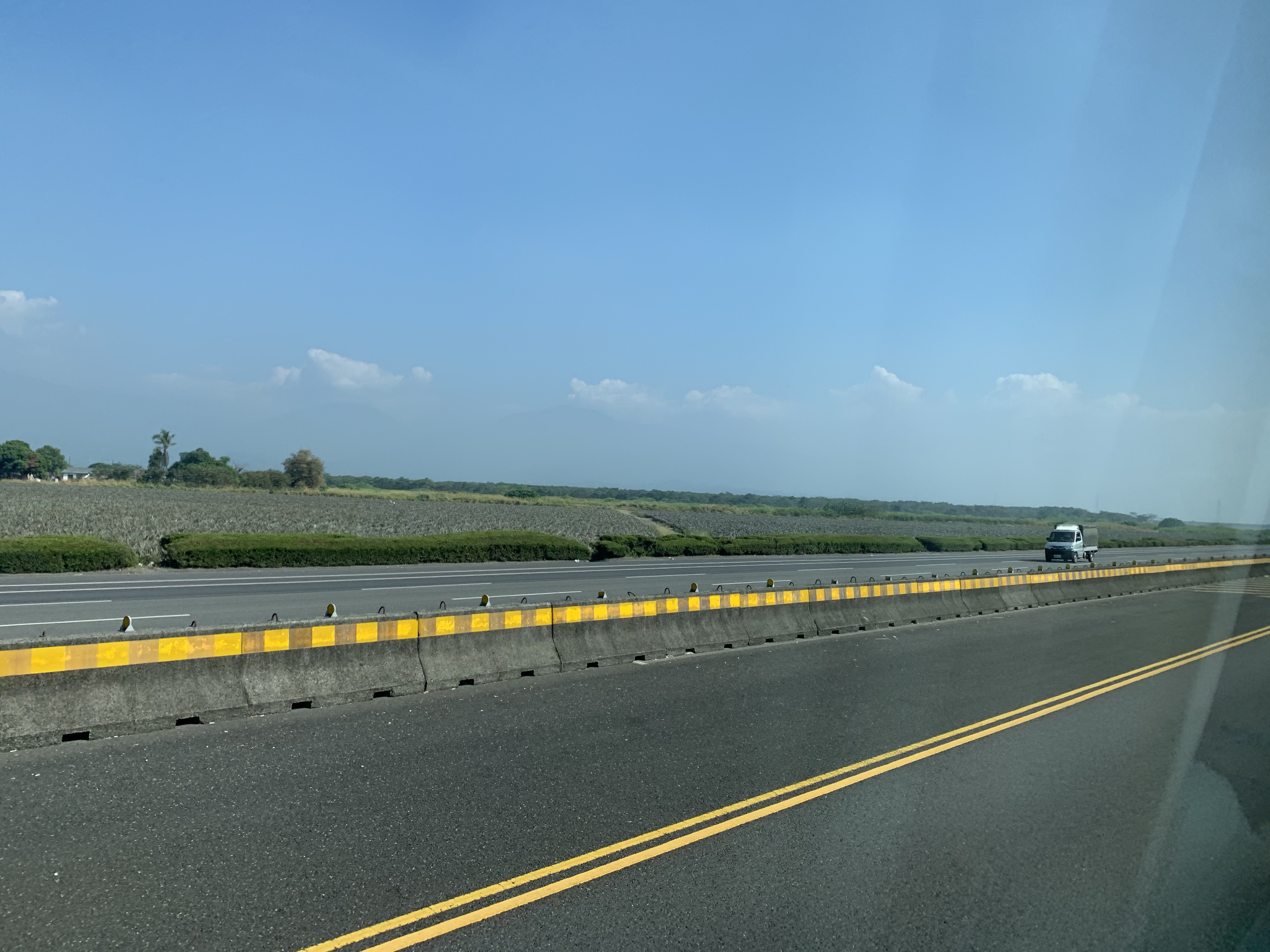
台1線屏鵝公路屏東佳冬段「佳冬戰備跑道」。

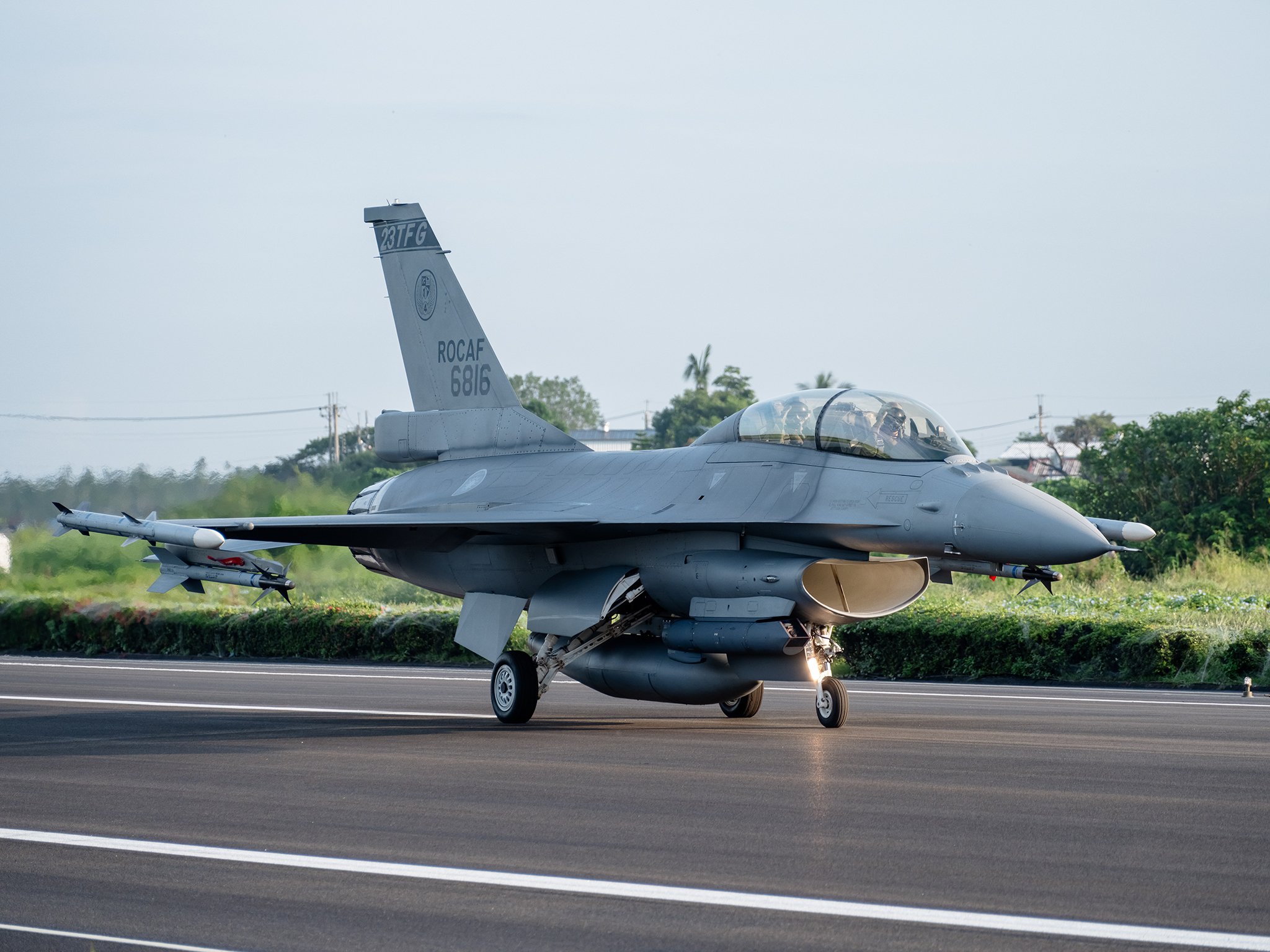
一架隸屬於中華民國空軍的F-16戰隼戰鬥機參與台1線屏鵝公路屏東佳冬段「佳冬戰備跑道」起降演習，可見其配有狙擊手先進瞄準吊艙，攝於2021年。

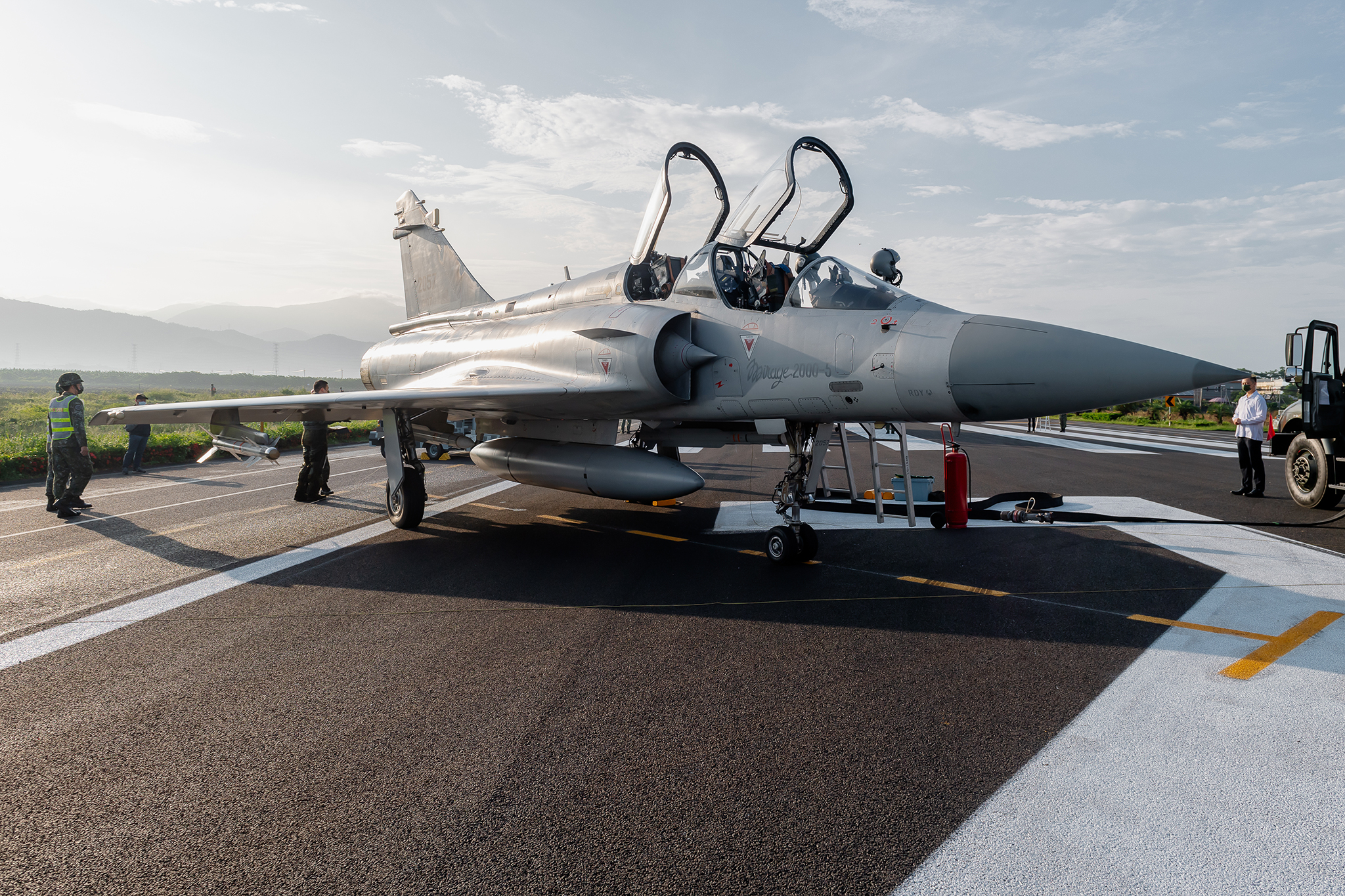
一架隸屬於中華民國空軍的幻象2000戰鬥機參與台1線屏鵝公路屏東佳冬段「佳冬戰備跑道」起降演習，後停放於臨時停機坪，並進行加油整補，攝於2021年。

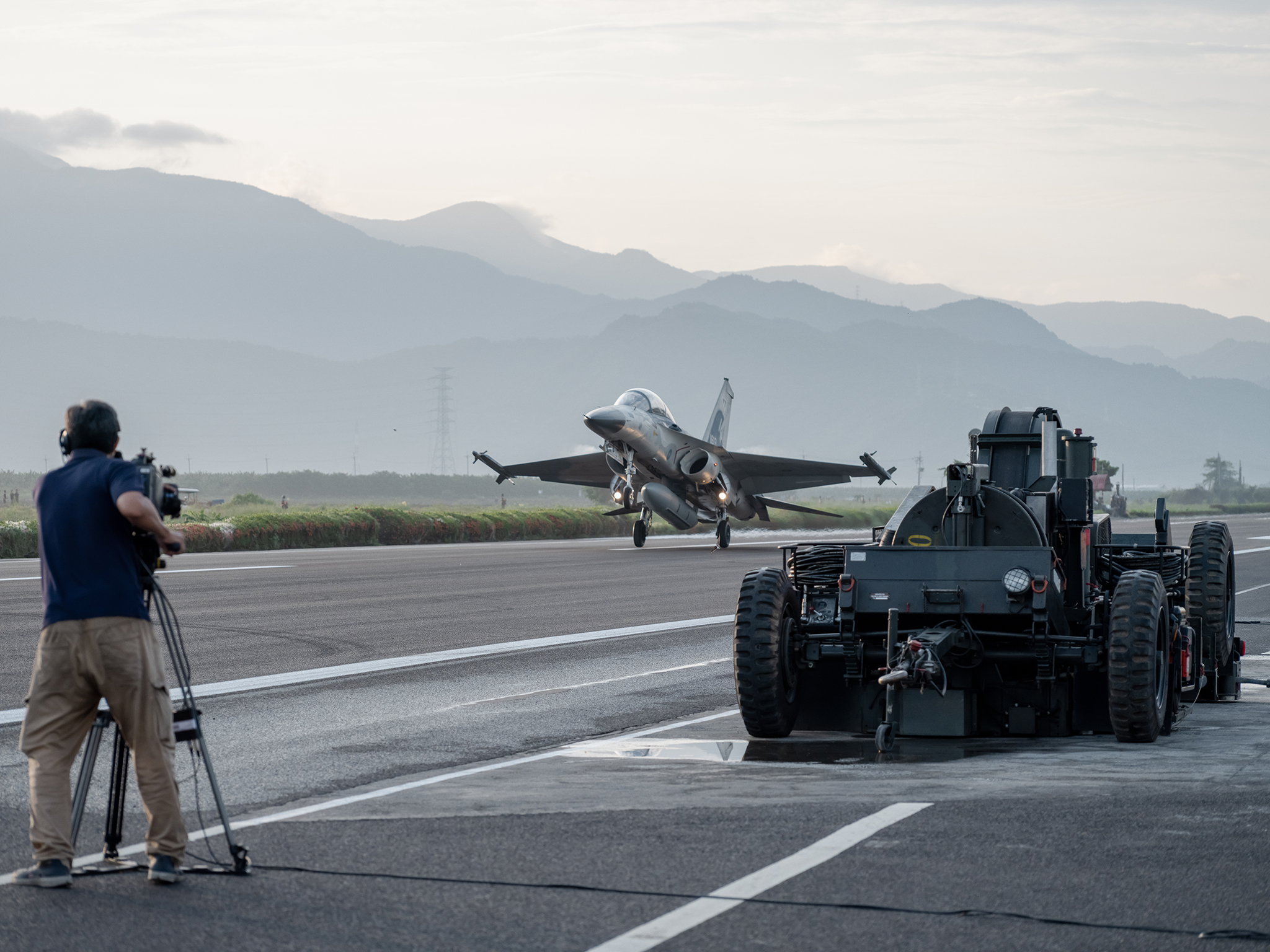
一架隸屬於中華民國空軍的F-CK-1經國號戰鬥機參與台1線屏鵝公路屏東佳冬段「佳冬戰備跑道」起降演習，攝於2021年。

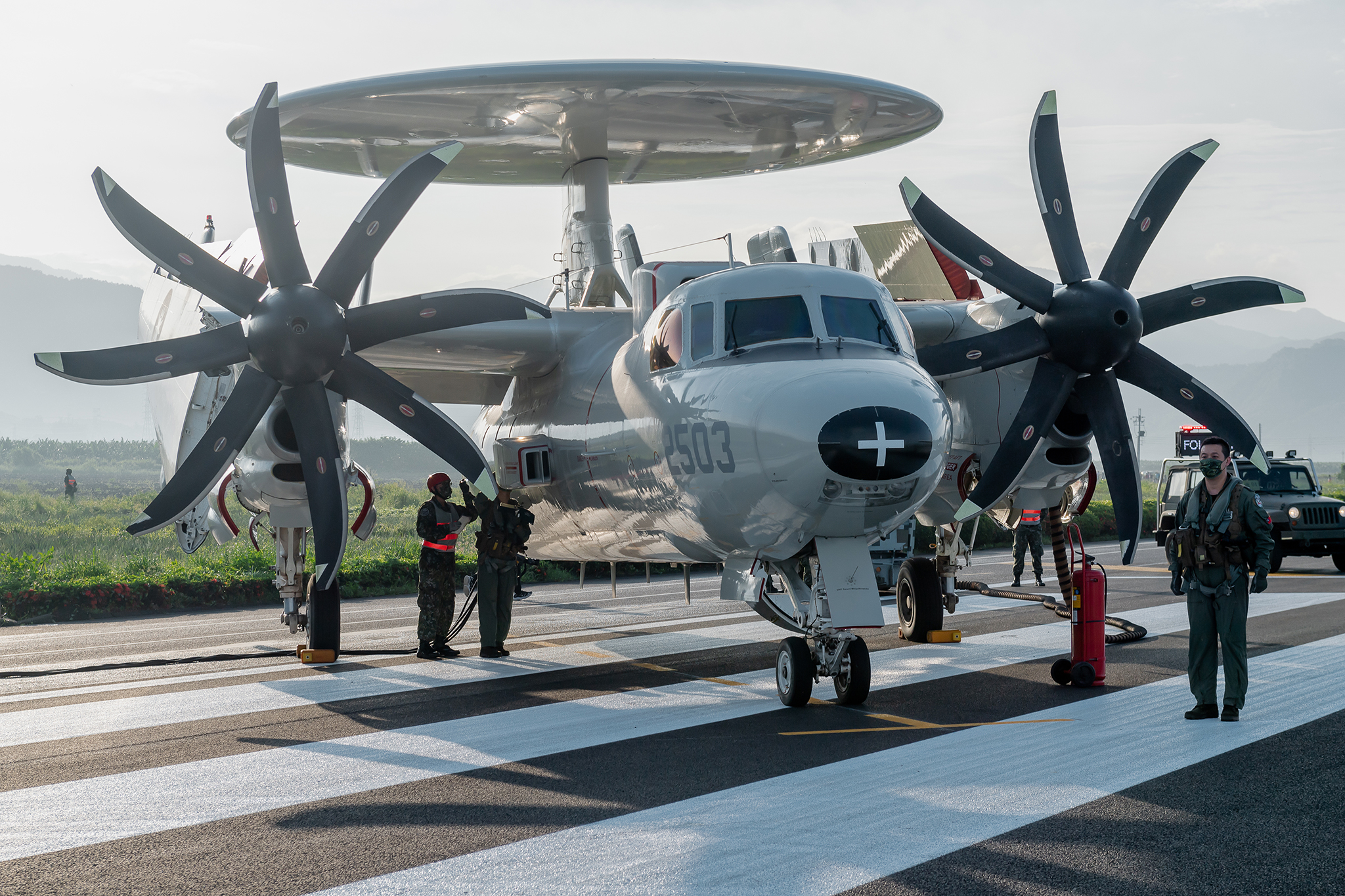
一架隸屬於中華民國空軍的E-2空中預警機參與台1線屏鵝公路屏東佳冬段「佳冬戰備跑道」起降演習，後停放於臨時停機坪，並進行加油整補，攝於2021年。

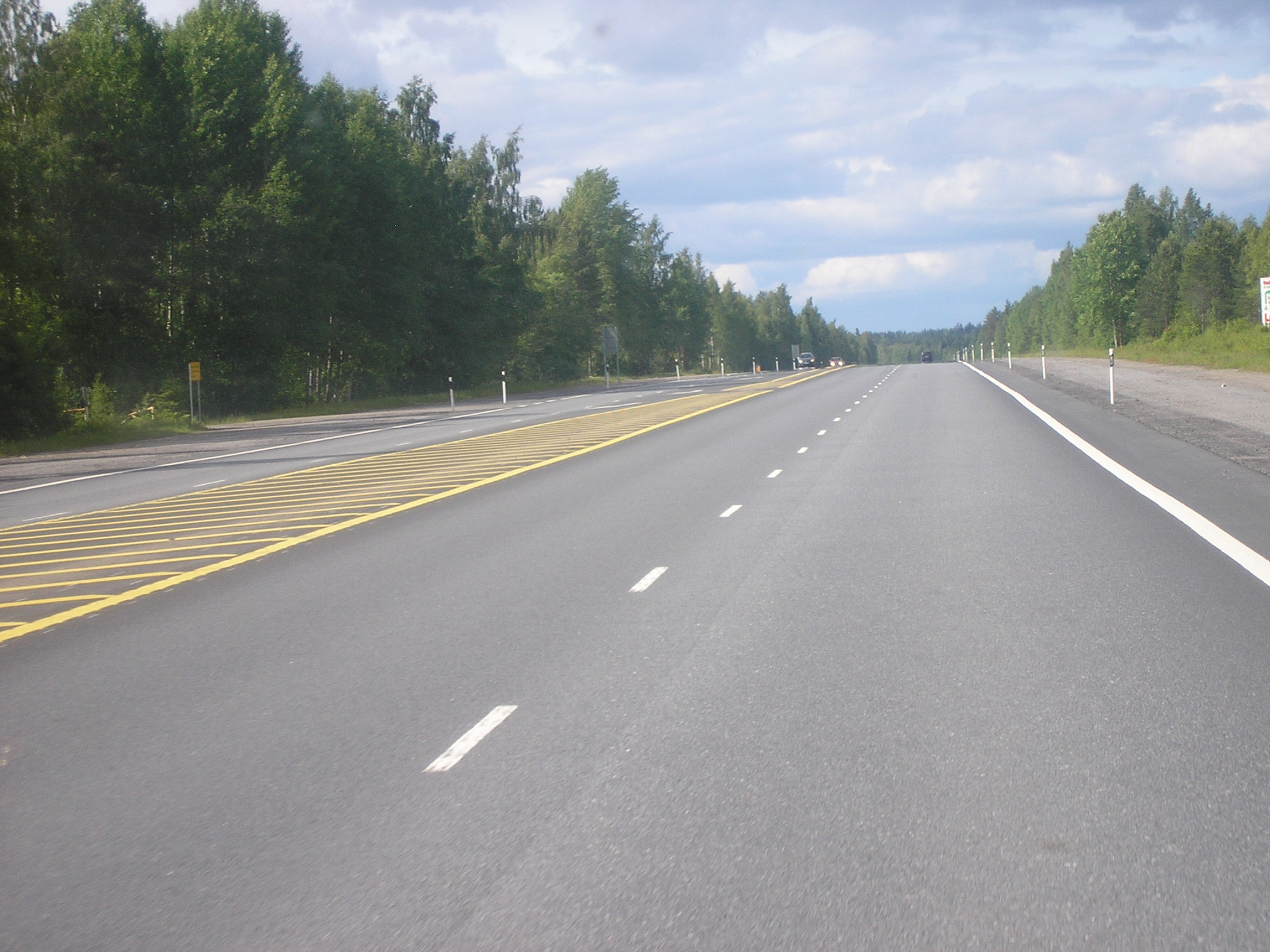
位於芬蘭約察4號國道高速公路上的戰備跑道。

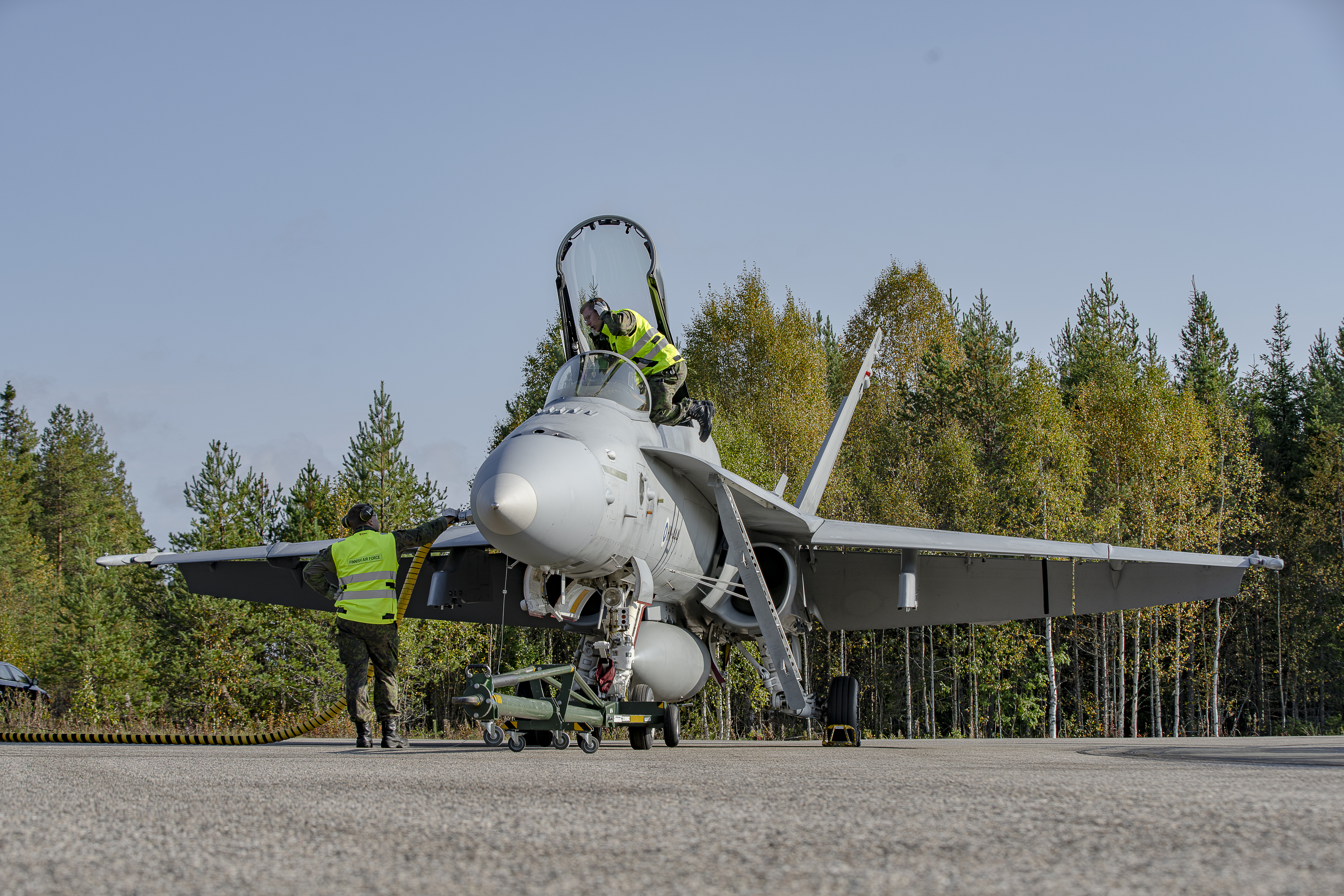
在芬蘭「BAANA 2024」演習期間，一架隸屬於芬蘭空軍的F/A-18黃蜂式戰鬥攻擊機降落在拉努阿霍西奧高速公路，後停放於臨時停機坪，並進行加油整補，攝於2024年。

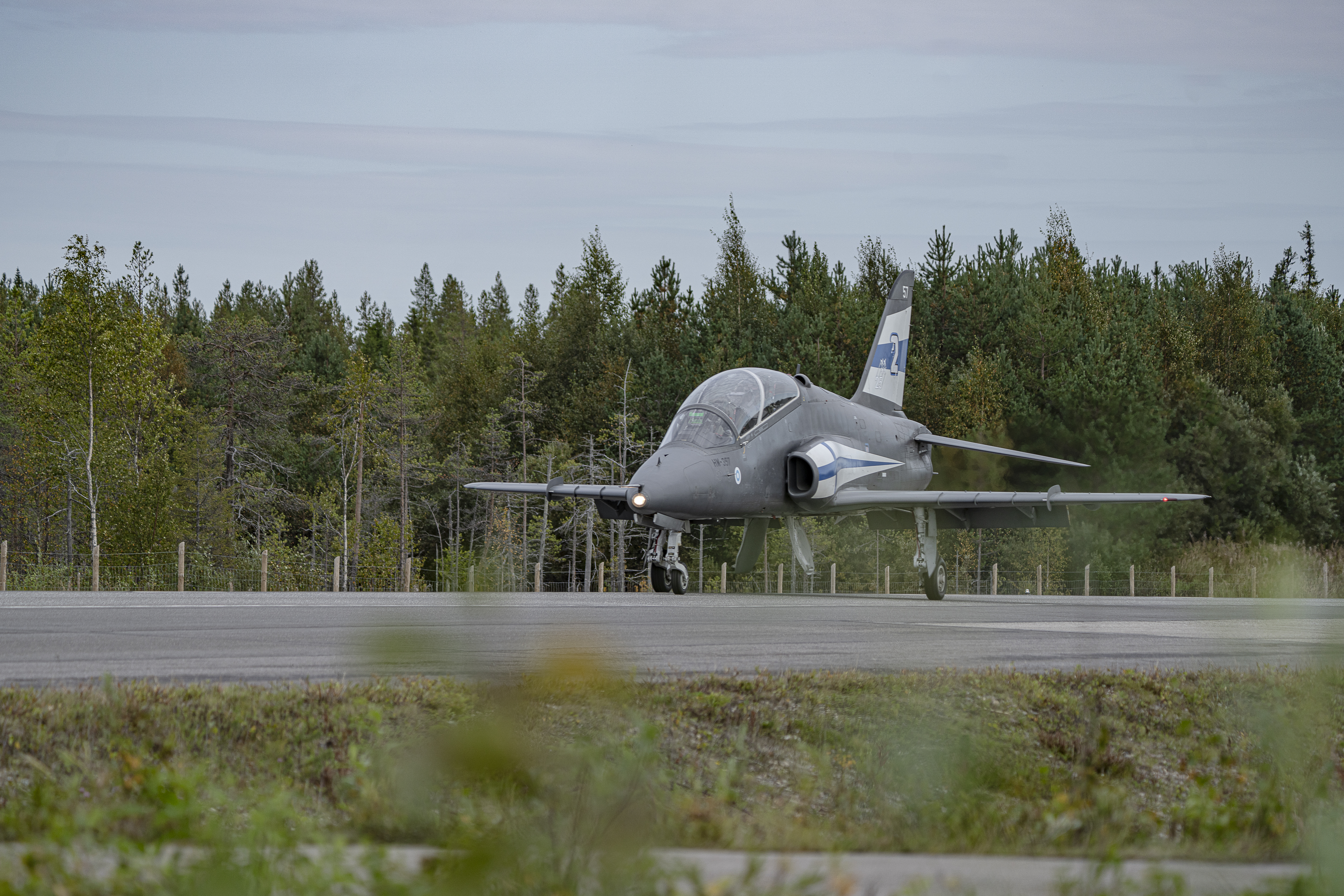
在芬蘭「BAANA 2024」演習期間，一架隸屬於芬蘭空軍的鷹式教練機降落在拉努阿霍西奧高速公路，攝於2024年。

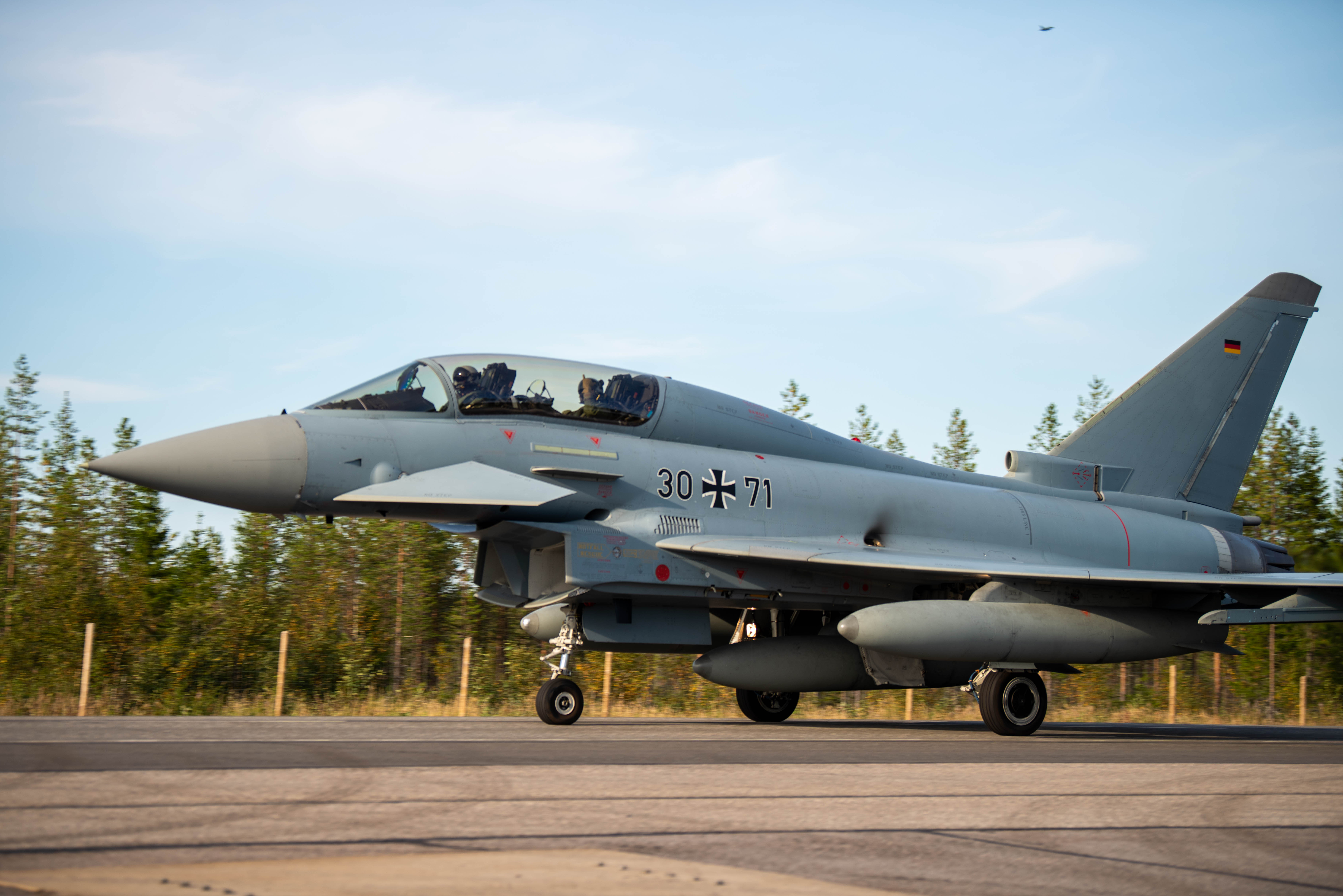
在芬蘭「BAANA 2024」演習期間，一架隸屬於德國空軍的颱風戰鬥機降落在拉努阿霍西奧高速公路，攝於2024年。

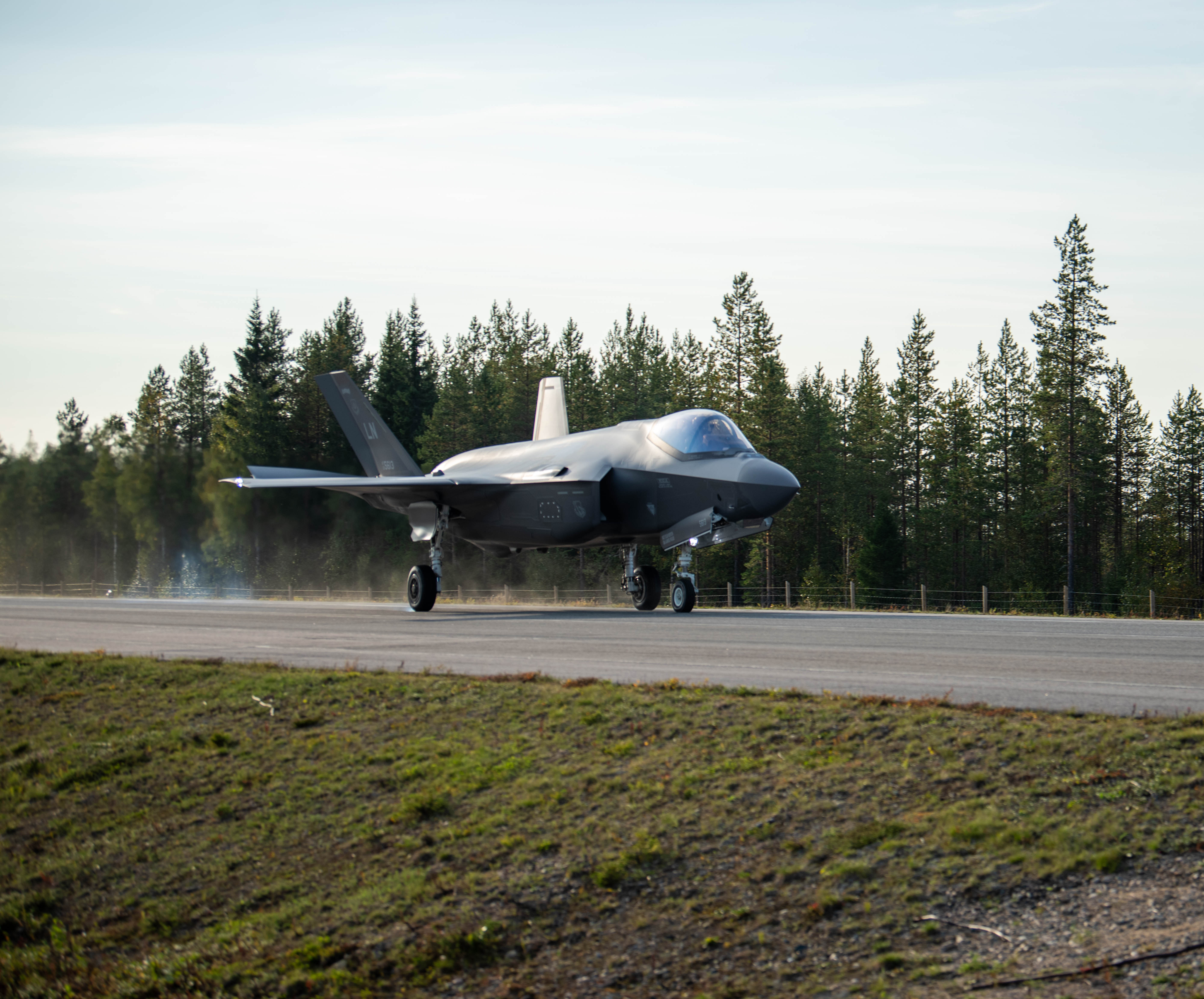
在芬蘭「BAANA 2024」演習期間，一架隸屬於英國皇家空軍雷肯希斯皇家空軍基地美國空軍美國空軍第48戰鬥機聯隊的F-35閃電II戰鬥機降落在拉努阿霍西奧高速公路，攝於2024年。

戰備跑道，是指為避免發生戰爭時，跑道遭毀或被佔據，在公路中，設計可供軍用飛機降落的路段。其路面需筆直無彎道，裝有燈光標誌，沒有電桿、路燈、高層建築、跨線橋、天橋之類的障礙物。視所需寬度，路中間通常不設安全島或行道樹，僅設簡易分隔帶，底部插座蓋彈起就是跑道燈。啟用公路跑道時，先將路中間的分隔帶清除，並仔細清掃路面避免異物損害飛機，必要時會畫上跑道標示線。跑道可起降包括戰鬥機、運輸機在內的各型軍用飛機。

## 中華民國（臺灣）
- 中山高速公路（國道一號）：跑道均有2,400公尺長，一部份在通車前曾進行戰備演習。
  - 桃園中壢─楊梅段（中壢戰備跑道）：為中華民國第1條戰備跑道
    - 於民國64年（1975年）正式興建完工啟用。
    - 民國67年（1978年）曾由時任中華民國總統蔣經國親臨視察起降測試，首先由中華民國空軍軍官學校第33期龐耀祖教官駕駛T-33教練機降落，之後由教官黃雅淮（空軍官校第35期）與許家仲駕駛F-5戰鬥機降落。
    - 空軍官校(35期）許銘昌（空軍副總司令）駕駛F-100實施第一次落中壢戰備道。
    - 民國95年（2006年）配合中山高速公路五股楊梅高架橋之中壢轉接道建設計畫，正式解除戰備編制。

  - 彰化員林段（彰化戰備跑道）：原名為「花壇戰備跑道」，於民國108（2019年）5月更名為「彰化戰備跑道」。
    - 民國96年（2007年）5月15日中華民國國軍第2次實施戰備道演習，演習代號「漢光二十三號演習」。
    - 民國108年（2019年）5月28日國軍第6次實施戰備道演習，演習代號「漢光三十五號演習」。

  - 嘉義民雄段（民雄戰備跑道）
    - 民國103年（2014年）9月16日國軍第5次實施戰備道演習，演習代號「漢光三十號演習」，中華民國五條戰備跑道至此全數完成起降驗證。

  - 臺南麻豆段（麻豆戰備跑道）
    - 民國100年（2011年）4月12日國軍第3次實施戰備道演習，演習代號「漢光二十七號演習-麻豆戰備跑道二代戰鬥機起降演習」，後空軍於此段戰備道進行起降演訓的過程登上國家地理頻道《透視內幕:國道起降秘辛》紀錄片。[1][2]

  - 臺南仁德段（仁德戰備跑道）
    - 民國93年（2004年）7月22日國軍首次實施戰備道演習，演習代號「漢光二十號演習－仁德演習」。[3]
- 台1線 屏鵝公路
  - 屏東佳冬段（佳冬戰備跑道）
    - 民國100年（2011年）11月17日國軍第４次實施戰備道演習，演習代號「長青十二號演習」，因天候不佳而未能落地。
    - 民國110年（2021年）9月15日國軍第７次實施戰備道演習，演習代號「漢光三十七號演習」。

### 未來計畫
- 台9線
  - 臺東關山段（關山戰備跑道）
    - 民國110年（2021年）臺灣媒體報導中華民國空軍計畫在臺東縣關山鎮：德高319.940k（台20線岔路）→關山322.293k→月眉326.513k的關山外環道設置戰備跑道。[4][5][6][7]
    - 民國114年（2025年）經臺東縣關山鎮地方民意不分藍綠一致反對，中華民國空軍已打退堂鼓，現階段將以空軍志航基地機場設施強化為重點，國防部空軍司令部表示，在未獲得民意支持前，不會貿然推動。[8]

## 中华人民共和国（中国大陆）
- 沈大高速公路，1989年，中国人民解放军空军首次在高速公路上起降战机。[9]
- 鄭民高速公路，2014年5月25日，济南军区空军成功组织试飞起降苏-27UBK型歼击机、运-7运输机、直-9直升机[10][11][12]。